# شعبان جعفري
شعبان جعفري(بالفارسية: شعبان جعفرى) (1921 في طهران، إيران - 2006 في سانتا مونيكا، كاليفورنيا). يُطلِق عليه الإيرانيون «شعبان المجنون» ويعتبر إحدى الشخصيات الشعبية وأحد رجال الفتوة في إيران، كما أنه يعد أشهر بطل رياضي في النوادى التقليدية الإيرانية (زورخانة). يعتبر شخصيةً مثيرةً للجدل في السياسة، فقد لعب دورًا بارزًا في إسقاط حكومة رئيس الوزراء الإيراني محمد مصدق فيما عرف بإنقلاب عام 1953.

## سيرة شخصية
شعبان جعفري، والذي غالبًا ما يطلق عليه لقب شعبان المجنون، كان أحد أشهر رجال الفتوة في طهران. كما كان أيضاً أحد الممارسين لرياضة الزورخانة التقليدية في إيران. غالباً ما ينظر إلى شعبان على أنه أحد القادة الذين شاركوا في اشتباكات الشوارع في صف الشاه محمد رضا بهلوي ضد رئيس الوزراء محمد مصدق خلال انقلاب عام 1953م. يرى خصومة أنه كان يتلقَّى الدعم المادي من وكالة الاستخبارات الأمريكية ووكالة الاستخبارات البريطانية نظراً لدورهما المشبوه في الانقلاب. ادَّعى شعبان جعفري بأنَّه كان في السجن خلال الفترة التي اندلعت فيها أحداث الانقلاب، وأنه لم يتمكن من المشاركة فيه. وبعد اندلاع الثورة الإيرانية، انتقل شعبان إلى الولايات المتحدة للعيش فيها لأنه كان من بين المطلوبين من قبل الحكومة الثورية الجديدة لكونه أحد مساعدي نظام الشاه.

### الوفاة
كانت آخر أيامه هادئة نسبياً. توفي في سانتا مونيكا عام 2006م. تم نشر كتاب لمذكراته بواسطة الكاتبة الإيرانية من أصول أمريكية هوما سارشار الذي أصبح ذائع الصيت داخل إيران.